# Karta Mulia
Karta Mulia is een bestuurslaag in het regentschap Ogan Komering Ulu van de provincie Zuid-Sumatra, Indonesië. Karta Mulia telt 1487 inwoners (volkstelling 2010).